# Josie Bissett
Josie Bissett, eg. Jolyn Christine Heutmaker, född 5 oktober 1970 i Seattle, Washington, är en amerikansk skådespelare.
Hon är mest känd för rollen som Jane i TV-serien Melrose Place. Hon har även gästspelat i bland annat Law & Order: Special Victims Unit.
Bisset har varit gift med Melrose Place-kollegan Rob Estes som spelade Kyle McBride i serien.

## Filmografi
- 2016 – The Wedding March